# 山内豊熈
山内 豊熈（やまうち とよてる）は、江戸時代後期の大名。土佐藩13代藩主。

## 生涯
文化12年（1815年）2月29日、第12代藩主・山内豊資の長男として生まれる。天保14年（1843年）3月7日、父の隠居により跡を継ぐ。幼時より聡明で知られ、佐藤一斎に師事した。
藩政改革を自ら行ない、西洋砲術を導入し、文武を奨励し、倹約令による藩財政再建、さらに馬淵嘉平など身分にとらわれない有能な人材の登用などを行なっている。
馬渕嘉平は豊熈からの信任が厚く、藩財政の収支の見直し、専売制の強化、問屋制からの脱却による寄生的な藩財政体質の改善など、旧体制からの脱却と新体制の確立を目指した。このため、馬渕らは「おこぜ組」と呼ばれて保守派から異端視されたが、豊熈は嘉平を支持した。ところが、馬渕が当時異学視されていた心学を学んでいたことを保守派から糾弾されたため、豊熈はやむなく馬渕を処罰せざるを得なくなった。また、豊熈も嘉永元年（1848年）の参勤交代で江戸に出た直後の7月10日に34歳で死去したため、藩政改革は結果的に失敗に終わった。
墓所は国史跡の土佐藩主山内家墓所（高知県高知市筆山町）。
跡を弟で養嗣子の豊惇が継いだ。

## 系譜
- 父：山内豊資（1794年 - 1872年）
- 母：美芳院 - 大賀宗文の娘
- 正室：候姫（1815年 - 1880年） - 祝姫、智鏡院、島津斉興の次女
  - 男子：円林院 （1835年）- 夭折
  - 女子：麟姫 （1840年）- 夭折
- 側室：平岡権助の娘、民（1824年 - 1873年）
  - 女子：鍈姫（1841年 - 1924年）酒井忠恕（酒井忠発嫡男）室
  - 女子：鏸姫（1842年 - 1864年） - 山内容堂養女、稲葉観通室
  - 男子：政太郎（1843年 - 1844年）
  - 女子：綱姫（1845年 - 1919年） - 浅野長勲正室
  - 男子：篤弥太（1847年 - 1848年）
- 養子
  - 男子：山内豊惇（1824年 - 1848年）- 山内豊資の四男